# Narodna knjižnica Grčije
Narodna knjižnica Grčije (grško Εθνική Βιβλιοθήκη) se nahaja blizu središča Aten. Zasnoval jo je danski arhitekt Theophil Freiherr von Hansen v okviru svoje slavne Trilogije neoklasičnih stavb, vključno z Atensko akademijo in prvotno stavbo Atenske univerze. Ustanovil jo je Ioannis Kapodistrias. Poslanstvo grške narodne knjižnice je poiskati, zbrati, organizirati, opisati in ohraniti trajne dokaze o grški kulturi in njenem sprejemanju skozi čas. EBE zagotavlja enak dostop do teh predmetov na podlagi svobode znanja, informacij in raziskav. 